# Piero Pastore
Pietro Mario Pastore, detto Piero (Padova, 3 aprile 1903 – Roma, 8 gennaio 1968) è stato un calciatore, allenatore di calcio e attore cinematografico italiano.

## Carriera

### Giocatore

Pastore segna in scivolata il gol dell'1-0 nella finale Lega Nord Juventus-Bologna della Prima Divisione 1925-1926

Debuttò nel calcio a 15 anni con la maglia della squadra della sua città natale, il Padova. Nel 1923 passò alla Juventus e fino al 1927 vi ha collezionato 66 presenze in prima squadra, segnando 55 reti. In seguito vestì le maglie del Milan, della Lazio, del Perugia e della Roma dove chiuse la carriera nel 1936.
Nel 1927 il calciatore dovette affrontare, insieme al compagno di squadra Federico Munerati, un'accusa di combine in merito al caso Allemandi, da cui entrambi uscirono con un semplice richiamo ufficiale da parte del presidente federale Leandro Arpinati.
Convocato in Nazionale, vinse nel 1928 la medaglia di bronzo alle Olimpiadi di Amsterdam. Giocò anche in Nazionale B, nella prima partita della rappresentativa, terminata con la vittoria ad Esch-sur-Alzette del 17 aprile 1927 degli azzurri sulla Nazionale del Lussemburgo per 5-1.
Finita la carriera di calciatore intraprese una breve avventura come allenatore della squadra dei Vigili del Fuoco di Roma e successivamente del Tivoli.
Nel 1928, dal 5 agosto al 5 settembre, aggregato al Brescia, disputò con la maglia delle rondinelle una tournée in terra americana. Salpati dal porto di Genova il 23 luglio 1928 sul transatlantico Duilio raggiunsero New York dopo 10 giorni di navigazione e in 30 giorni disputarono 9 partite; Piero Pastore scese in campo 5 volte realizzando altrettante reti.

## Palmarès

### Giocatore

#### Club
- Campionato italiano: 1

Juventus: 1925-1926

#### Nazionale
- Bronzo olimpico: 1

Amsterdam 1928

## Attore
Mentre è ancora giocatore, ha l'occasione di debuttare nel cinema al termine dell'epoca muta, dove partecipa a due film nel biennio 1929-30: Ragazze non scherzate e La leggenda di Wally. Nel periodo sonoro partecipa a un'ottantina di pellicole, ricoprendo una volta sola il ruolo del protagonista: nel film Acciaio, del 1933, diretto da Walter Ruttmann e sceneggiato, tra gli altri, da Mario Soldati. In seguito ricoprirà spesso piccoli ruoli anche in due celebri pellicole, Vacanze romane (1953) e Barabba (1961), parteciperà ad alcuni film con Totò (Arrangiatevi e Signori si nasce) e chiuderà la sua seconda carriera alla metà degli anni sessanta con due film di fantascienza diretti da Antonio Margheriti. Nel 1964, dato il suo passato di calciatore, viene chiamato da Lucio Fulci per un ruolo di calciatore amatoriale, sebbene già sessantenne, nel film I maniaci.

## Filmografia parziale

Piero Pastore in una scena di Acciaio (1933)

Piero Pastore nel 1953

- Ragazze non scherzate, regia di Alfred Lind (1929)
- La leggenda di Wally, regia di Gian Orlando Vassallo (1930)
- Acciaio, regia di Walter Ruttmann (1933)
- Milizia territoriale, regia di Mario Bonnard (1935)
- Aldebaran, regia di Alessandro Blasetti (1935)
- Porto, regia di Amleto Palermi (1935)
- Tredici uomini e un cannone, regia di Giovacchino Forzano (1936)
- Stasera alle undici, regia di Oreste Biancoli (1937)
- Io, suo padre, regia di Mario Bonnard (1939)
- Un'avventura di Salvator Rosa, regia di Alessandro Blasetti (1939)
- Fortuna, regia di Max Neufeld (1940)
- Fanfulla da Lodi, regia di Giulio Antamoro e Carlo Duse (1940)
- La corona di ferro, regia di Alessandro Blasetti (1941)
- Caravaggio, il pittore maledetto, regia di Goffredo Alessandrini (1941)
- Giarabub, regia di Goffredo Alessandrini (1942)
- Fari nella nebbia, regia di Gianni Franciolini (1942)
- Oro nero, regia di Enrico Guazzoni e Camillo Mastrocinque (1942)
- L'uomo dalla croce, regia di Roberto Rossellini (1943)
- Il treno crociato, regia di Carlo Campogalliani (1943)
- La donna della montagna, regia di Renato Castellani (1944)
- Quartieri alti, regia di Mario Soldati (1945)
- Aquila nera, regia di Riccardo Freda (1946)
- 11 uomini e un pallone, regia di Giorgio Simonelli (1948)
- La figlia del mendicante, regia di Carlo Campogalliani (1950)
- Il monello della strada, regia di Carlo Borghesio (1950)
- Il bivio, regia di Fernando Cerchio (1951)
- Lorenzaccio, regia di Raffaello Pacini (1951)
- La vendetta del corsaro, regia di Primo Zeglio (1951)
- I tre corsari, regia di Mario Soldati (1952)
- Condannatelo!, regia di Luigi Capuano (1953)
- Ulisse, regia di Mario Camerini (1954)
- Pane, amore e gelosia, regia di Luigi Comencini (1954)
- Il cardinale Lambertini, regia di Giorgio Pàstina (1954)
- L'arte di arrangiarsi, regia di Luigi Zampa (1954)
- Suonno d'ammore, regia di Sergio Corbucci (1955)
- Gagliardi e pupe, regia di Roberto Bianchi Montero (1958)
- Simpatico mascalzone, regia di Mario Amendola (1959)
- Arrangiatevi, regia di Mauro Bolognini (1959)
- Il mondo dei miracoli, regia di Luigi Capuano (1959)
- Il generale Della Rovere, regia di Roberto Rossellini (1959)
- L'impiegato, regia di Gianni Puccini (1960)
- Signori si nasce, regia di Mario Mattoli (1960)
- La vendetta della maschera di ferro, regia di Henri Decoin e Francesco De Feo (1961)
- Barabba, regia di Richard Fleischer (1961)
- Le avventure di Mary Read, regia di Umberto Lenzi (1961)
- Dieci italiani per un tedesco (Via Rasella), regia di Filippo Walter Ratti (1962)
- Il colpo segreto di d'Artagnan, regia di Siro Marcellini (1962)
- L'invincibile cavaliere mascherato, regia di Umberto Lenzi (1963)
- I maniaci, regia di Lucio Fulci (1964)
- Coriolano, eroe senza patria, regia di Giorgio Ferroni (1964)
- Il pianeta errante, regia di Antonio Margheriti (1966)